# Power Up (álbum)
Power Up (a veces abreviado como PWR/UP y estilizado como PWRϟUP) es el decimoséptimo álbum de estudio de la banda de rock australiana AC/DC que se lanzó en Australia y el decimosexto que se lanzó internacionalmente. Programado para su lanzamiento el 13 de noviembre de 2020, Power Up marca el regreso del vocalista Brian Johnson, el baterista Phil Rudd y el bajista Cliff Williams, quienes dejaron AC/DC antes, durante o después de la gira de acompañamiento de su álbum anterior Rock or Bust (en 2014). Este también será el primer álbum de la banda desde la muerte de su guitarrista rítmico original Malcolm Young en 2017 y le sirve como un tributo, según su hermano Angus.

## Historia
Después del álbum de 2014 "Rock or Bust", el grupo se embarcó en una gira mundial de diecisiete meses. Antes de la gira, el baterista Phil Rudd fue acusado de intentar asesinar, amenazar con matar, posesión de metanfetamina y posesión de cannabis. Para la gira, Rudd fue reemplazado por Chris Slade, quien también había tocado previamente con AC/DC en el álbum y gira The Razors Edge álbum y gira en 1990, después del primer permiso de ausencia de Rudd. Las menciones de Rudd también se eliminaron del sitio web de la banda. En 2016, el cantante principal Brian Johnson había comenzado a sufrir pérdida de audición, que atribuyó no a 36 años de gira, sino por su afición por los autos de carrera. Esto provocó ciertos problemas para las diez últimas fechas de la gira Rock or Bust. Finalmente, fue reemplazado por el vocalista de Guns N' Roses, Axl Rose, para las fechas restantes.
Dos años después, comenzaron a circular rumores de que AC/DC estaban trabajando en su decimoséptimo álbum de estudio, con Johnson, Rudd y Williams habiendo regresado al grupo. Johnson, Rudd, Angus Young y Stevie Young fueron fotografiados en agosto de 2018 en Warehouse Studio, un estudio de grabación en Vancouver, Columbia Británica, Canadá propiedad de su compañero músico Bryan Adams, lo que sugiere que la banda estaba trabajando donde habían grabado sus tres álbumes anteriores.
Más tarde se confirma, también se afirmó que el álbum se había grabado allí durante un período de seis semanas en agosto y septiembre de 2018 con el productor Brendan O'Brien (quien también trabajó en el Black Ice en 2008 y el Rock or Bust en 2014) con algunos ajustes a principios de 2019.
Cada pista se acredita a Angus y Malcolm Young cuando Angus allanó la bóveda de AC/DC de canciones inéditas para grabar el álbum.

Este disco es más o menos una dedicatoria a Malcolm, mi hermano. Es un homenaje a él como "Back in Black" fue un homenaje a Bon Scott. – Angus Young

El 1 de octubre de 2020 AC/DC lanzó el primer adelanto de "Power Up"; un fragmento de su nueva canción "Shot in the Dark", que mostró el riff y el estribillo parcial durante 25 segundos antes de ser interrumpido abruptamente con un efecto de sonido que detiene el registro.
El 5 de octubre de 2020, el cumpleaños 73 de Johnson, AC/DC lanzó el segundo teaser de "Shot in the Dark", y también confirmó en el mismo teaser que la canción completa se lanzaría dos días después.
Power Up se editó el 13 de noviembre de 2020.

## Título
El sitio web de la banda tenía varias referencias con el nombre PWRUP, inicialmente insinuando que ese era el título del álbum. El 29 de septiembre de 2020, Ultimate Classic Rock también insinuó que era el título del álbum, especialmente después de que se vio un cartel frente a la vieja escuela de Angus Young con el nombre.
A principios de octubre de 2020, el sitio web oficial de la banda publicó una serie de fotografías de varios carteles diferentes exhibidos en diferentes ciudades (de diferentes países), como Ashfield (frente a Ashfield Boys High School escuela en donde estudio Angus Young), Lille, Londres y Dallas - con la escritura "PWR/UP" (estilizada como "PWRϟUP"), lo que lleva a otra especulación de que sea el título del nuevo álbum.
El 7 de octubre de 2020, después del lanzamiento de "Shot in the Dark", AC/DC confirmó en su sitio web oficial y redes sociales que el álbum se llamaría "Power Up" y que estaría disponible para pre-pedido en CD, vinilo, casete y una caja de edición de lujo.
El título del álbum "Power Up" no aparece en la portada excepto como "PWR/UP" (estilizado como "PWRϟUP") en el amplificador derecho, casi como el Back In Black título del álbum que solo aparece (discretamente) en relieve en la portada completamente negra de la edición remasterizada del álbum de 2003, una solicitud que los miembros de la banda han hecho a su compañía discográfica desde el lanzamiento original del álbum de 1980, pero no se obtuvo hasta 2003.

## Sencillos
"Shot in the Dark", el primer sencillo del álbum, fue lanzado parcialmente como un avance de audio / video Se lanzó el 7 de octubre de 2020 junto con la carátula del álbum, la lista de canciones y las opciones de reserva. El 26 de octubre de 2020 se lanzó un video oficial de la canción.
"Realize" fue el segundo sencillo del álbum, fue lanzado parcialmente como un avance de audio. Se lanzó el 11 de noviembre de 2020. El 13 de enero de 2021 fue publicado el videoclip de la canción.

## Lista de canciones
Todas las canciones escritas por Angus Young y Malcolm Young.

Todas las canciones escritas y compuestas por Angus Young y Malcolm Young. 
| Lado 1 |                             |          |  |
| N.º    | Título                      | Duración |  |
| 1.     | «Realize»                   | 3:37     |  |
| 2.     | «Rejection»                 | 4:06     |  |
| 3.     | «Shot in the Dark»          | 3:06     |  |
| 4.     | «Through the Mists of Time» | 3:32     |  |
| 5.     | «Kick You When You're Down» | 3:10     |  |
| 6.     | «Witch's Spell»             | 3:42     |  |

| Lado 2 |                   |          |  |
| N.º    | Título            | Duración |  |
| 7.     | «Demon Fire»      | 3:30     |  |
| 8.     | «Wild Reputation» | 2:54     |  |
| 9.     | «No Man's Land»   | 3:39     |  |
| 10.    | «Systems Down»    | 3:12     |  |
| 11.    | «Money Shot»      | 3:05     |  |
| 12.    | «Code Red»        | 3:31     |  |

## Personal
AC/DC
- Brian Johnson – Voz
- Angus Young – Guitarra líder
- Stevie Young – Guitarra rítmica, coros
- Cliff Williams – Bajo, coros
- Phil Rudd – Batería, percusiones

Personal adicional
- Brendan O'Brien - producción
- Mike Fraser - ingeniería, mezcla

## Posicionamiento en listas
| Listas (2019)     | Mejor posición |
| ----------------- | -------------- |
| Argentina (CAPIF) | 1              |